# Saft (groupe)
Pour les articles homonymes, voir Saft (homonymie).
Saft est un groupe norvégien de rock progressif, originaire de Bergen.

## Histoire
Le précurseur de Saft se nomme Neither Nor, formé en 1966, avec Karsten Olsen à la batterie (Nøkken/DMD) et Oddvar Rørtveit à la basse. Saft joue un rôle central dans la production de la comédie musicale rock Hair à Den Nationale Scene à Bergen en 1970 et 1971. Saft donne son premier concert à Bergen en octobre 1970 et connait son plus grand succès avec People in Motion, qui arrive en tête des hit-parades européens le 26 novembre 1971. Ils remportent également le Spellemannprisen 1973 dans la catégorie du « meilleur groupe ».
Saft est l'un des anciens groupes du festival Ragnarock à Holmenkollen en 1973. Sigbjørn Bernhoft Osa est l'invité de trois des chansons qu'ils ont interprétées. Lorsque Saft sort son LP Stev, Sull, Rock og Rull la même année, avec un total de 14 morceaux, l'enregistrement de ces trois morceaux de Ragnarock est inclus.
En 1974, lors de la remise du Spellemannsprisen de 1973, une autre collaboration est prévue entre Saft et le lauréat honoraire Sigbjørn Bernhoft Osa. Cependant, à cette époque, Saft s'était déjà séparé. Lors de la répétition générale, le numéro est retiré du programme par le directeur artistique Egil Monn-Iversen, car l'interaction n'est pas assez bien préparée et la qualité n'est donc pas suffisante pour la diffusion télévisée. À la place, Saft interprète le morceau À La Garage de son dernier album. Osa joue Halling efter Ola Mosafinn dans sa forme originale,,
Saft publie la plupart de ses propres morceaux sur un double CD en 1996, et donne régulièrement des concerts les années suivantes, notamment au festival de Storås en 2004.

## Discographie

### Albums studio
- 1971 : Saft
- 1971 : Horn
- 1973 : Stev, sull, rock og rull

### Compilations
- 1974 : The Best of Saft
- 1996 : 1971-1996

### Singles
- 1971 : People in Motion / Albertine Hall
- 1971 : All the Time / Min
- 1972 : Can You Feel It / Working Man
- 1973 : Halling etter Ola Mosafinn / Trepak  (avec Sigbjørn Bernhoft Osa)